# Zemězmij palestinský
Zemězmij palestinský (Atractaspis engaddensis) je jedovatý had vyskytující se v Izraeli, na Sinaji, Jordánsku, na severozápadě Arabského poloostrova a v Libanonu. V Izraeli žije na nesouvislém území od Aravy, Negevu, údolí Jordánu po pohoří Gilboa. Je z rodu afrických tropických hadů.

## Popis
Tmavočerný had, s oválnou hlavou úzkou jako jeho tělo (uzpůsobenou pro snadný pohyb chodbičkami), s malýma očima s kulatými panenkami. Ocas je krátký a zašpičatělý.
Žije pod zemí ve vlhkých písčitých půdách, často v oázách. Je aktivní v noci.
Má dva jedové zuby, ale při uštknutí vztyčí jen jeden na straně tlamy, kouše pohybem do strany a dozadu. Přes malé množství jedu je smrtelně jedovatý. V Izraeli je registrováno jedno úmrtí při snaze ho chytit (2002). Dokáže kousnout i do prstu, je-li držen za hlavou. Proti jedu není žádné sérum.
Délka: až 80 cm (někdy až metr), váha: do 70 g.

## Potrava
Dává přednost malým plazům, ale požírá i mláďata hlodavců.